# Préfecture de Marivan
La préfecture de Marivan (persan : شهرستان مریوان, kurde : شارستانی مەریوان) est un comté/préfecture d'Iran dans la province iranienne du Kurdistan en Iran. La capitale de la préfecture est Marivan.